# Trbovlje
Trbovlje (in tedesco Trifail) è un comune di 17 787 abitanti della Slovenia centrale. Situata nell'omonima valle, lungo la Sava, l'area è nota per i suoi ricchi depositi di carbone e una delle sue tre centrali, la Termoelektrarne Trbovlje-TET, possiede quella che viene considerata la più alta ciminiera d'Europa (360 metri).

## Geografia antropica

### Insediamenti
Il comune di Trbovlje è diviso nei seguenti insediamenti (naselja):
- Čebine
- Čeče
- Dobovec
- Gabrsko
- Klek
- Ključevica
- Knezdol
- Ojstro
- Ostenk
- Planinska vas
- Prapreče
- Retje nad Trbovljami
- Sveta Planina (già Partizanski Vrh)
- Škofja Riža
- Trbovlje, sede civica e comunale
- Vrhe
- Završje
- Župa